# Lindera villipes
Lindera villipes är en lagerväxtart som beskrevs av Hung Pin Tsui. Lindera villipes ingår i släktet Lindera och familjen lagerväxter. Inga underarter finns listade i Catalogue of Life.